# エリート狂走曲
『エリート狂走曲』（エリートきょうそうきょく）は弓月光による日本の漫画。集英社「週刊マーガレット」1977年31号 - 1978年45号に連載された。主人公たちの小学6年から中学1年までの期間を描いている。続編の読みきり作品として、主人公たちの中学3年次のエピソードを描いた、「サインコサイン三角関係」がある。その他に、主人公の息子・達矢が主役の番外編もあった。

## あらすじ
兵庫県のド田舎から東京に引っ越してきた片桐哲矢とその一家は、都会の進学熱に驚愕。元々勉強が大嫌いで成績も芳しくない哲也であったが、母親の見栄や同級生でガールフレンドの美波唯と約束を交わしたことなどから、猛烈なスパルタ進学塾に通い、名門一流中学校の受験を余儀なくされ奮闘する。あまりの受験戦争に辟易して憔悴することもあったが、唯や家庭教師の励ましを受けて勉強のコツをつかみ見事に入試を突破する。元来の野生児ぶりも復活、騒動を起こしながら中学生活をスタートさせる。

## 主な登場人物
片桐哲矢（かたぎり・てつや）
主人公。兵庫県三木市の山奥の村出身。全校50人の分校から、6年生の夏、東京・開明小へ転校。バイタリティ溢れる野生児。5月5日生まれ。勉強嫌いで学校の成績は良くないが、頭が切れ悪知恵が働く。理科は得意だが数学は苦手で、基本的に机に噛り付いて勉強することが嫌い（理科も計算は必要なので、ただ提示された問題を解くための計算は好きになれないと思われる）。
母親の見栄から進学塾に通うことになり、更に父親からの命令で有名中学進学を目指す羽目に。唯の手綱さばきや京四郎のシゴキによって勉強のコツをつかみ、見事に名門・東方中学に合格する。中学入学後は授業内容についていけず再び成績は滑落してしまうが、持ち前の前向きな性格で乗り切る。東方高校の1984年度卒業生。
美波唯（みなみ・ゆい）
哲矢のガールフレンド。成績優秀な美少女。10月18日生まれ。哲矢が引っ越してきた日、彼がたまたま通りかかった進学塾で唯を見かけて声を掛けたことから面識を持つ。哲矢の粗雑な言動に嫌悪感を覚えていた。後に、哲也の入塾試験合格の有無を賭け、負けたことから子分として扱われる。初めは哲矢を毛嫌いしていたが、いつも一緒に行動するうちに哲矢の良いところを見つけ、驚かされたり感銘を受けるうちに徐々に絆され、惹かれていく（この頃には親分・子分の設定はなくなり「ガールフレンド」として扱われている）。中学に進んでからは、仲違いする期間が長い。東方高校の1984年度卒業生。後日談として二人揃って東京大学理Ⅲに進学、学生結婚をしている。後に関西方面へ。双子（達矢と類）を出産する。
多田京四郎（ただ・きょうしろう）
哲矢の家庭教師。美青年。慶應義塾大学商学部卒。自分はエリートと認識していたが、アルバイトの面接先で所詮私立大学と言われている。初期は、性格が悪い設定であった。しかし、哲矢が信夫先生に関西弁を矯正されたときには、激怒して彼女と大喧嘩する、という男気を見せる。就職活動が上手くいかず、恋人の信夫尚美にも将来の不安を告げられ悩んでいたところ、哲矢を東方中学に合格させることが出来れば教職を与えても良いという話が舞い込む。その条件を見事クリアし、東方中学の社会科教師として就職が叶う。後に信夫尚美と結婚。2人の新居は「岡芳マンション」。
志乃田修（しのだ・おさむ）
哲矢たちが通う開明小学校の担任教師であると同時に、闇のアルバイトとして東大進学塾の講師でもある。東京學藝大学卒。哲矢の宿敵であり、腐れ縁。哲矢の破天荒な言動に振り回されて精神不安定に陥り、開明小をクビになった後、療養のために入院。妻は子どもを連れて新潟の実家に戻ってしまい別居生活（が、最終的には戻ってくる）。退院後に東方中学の教師として社会復帰。心機一転で臨んだ初日、まさか入学を果たしているとは夢にも思わなかった哲矢と遭遇、再び心が乱される。後日談として東方の教頭試験に落ち、一生をヒラ教員として過ごすエピソードが描かれている。作者としてもお気に入りなキャラクターらしく、後の作品にもスター・システムを用いて登場している。
信夫尚美（しのぶ・なおみ）
休職した志乃田の代理教師として、哲矢の通う開明小学校に赴任してきた。若くて艶っぽい美人教師。過去に付き合っていた男のせいで関西弁が嫌い。後に京四郎と結婚する。
哲矢の父
開明小校長曰く「三流企業」の、帝国流通物産センター株式会社の資材課長。安富徹の父親と同僚。当初は学習塾通いを始めた哲也を哀れむ様子も見られたが、安富の息子が東方中を受験すると聞いてライバル意識を燃やし、哲也にも東方中を受験するよう命じる。
哲矢の母（片桐美子＝かたぎり・よしこ）
専業主婦。哲矢が中学受験時で32歳。関西弁丸出しの「肝っ玉おかん」だが、妙に色っぽい美人である。東方中の教頭に襲われそうになる。引っ越してきた当初は都会の受験戦争に驚きを隠せなかったが、周囲に感化されて哲矢を進学塾に通わせた張本人。しかし、常に哲矢のことを考えている気のいい「おかん」である。
唯の父
ポルシェ928を所有。婿養子のため、妻・葉子に頭が上がらない。哲矢に対しては内心、好印象を持っている。葉子に対してはいつも敬語。
唯の母（美波葉子＝みなみ・ようこ）
破天荒でたびたび問題を起こしている哲矢が、唯に悪影響をあたえるのではないかと過剰なほど警戒している。しかし唯の哲矢に対する一途な態度に根負けし、最後には理解を示すようになる。婿養子の夫を見下している。
哲矢の祖父
兵庫県三木市の山奥に住む。77歳。元庄屋の家柄。剣道3段。底抜けに明るい性格。
哲矢の祖母
祖父と同様、明るくエロ話好きな性格。物語終盤、農協の旅行で草津へ行く途中、哲矢の実家に立ち寄る。勉強ばかりで唯の姿を振り返らないようになった哲矢を見て怒り、哲矢を田舎へ連れ帰ろうとする。
校倉ひろし（あぜくら・ひろし）
東大法学部を目指すガリ勉。9月9日重陽の節句生まれ。IQ148。趣味は勉強。特技は歩き読み。
東進太郎（あずま・しんたろう）
哲矢の開明小時代のクラスメイト。東大進学塾の経営者の息子。悪名高い私立医大へストレートで行ける抄英医大付属中へ行くため、既に寄付金2500万円を納付済み。入学後は髪の毛を染め遊び三昧の生活を送っており、中学入学後に哲矢と再会する。
安富徹（あどみ・とおる）
開明小6年5組の首席で児童会長。東方中学を受験するも、入試では哲矢の計略により社会を0点にされ一度は不合格に。後に東方中学に補欠合格し入学する（東方中学の合格者数名が国立大学の附属中学に入学し、欠員ができたため）。父親は哲矢の父と同じ勤務先で、帝国流通物産センター株式会社の課長。
河合純子（かわい・じゅんこ）
哲矢の兵庫時代の幼なじみ。村一番の美人。小学2年の時に哲矢とキス済み。昔のお嫁さん候補。
緒方道雄（おがた・みちお）
東方高等部の空手部副主将。ゴツい顔がトレードマーク。哲矢が入学早々、喧嘩で負かしてしまう。
佐久間百合絵（さくま・ゆりえ）
東方中学部2年の野球部マネージャー。東方運動部のアイドル的な美少女。成績は悪く、中学部最低の予備校クラスに在籍。他の女子が敬遠するような男子生徒の汗臭いユニフォームに鼻を近づけてウットリするほどのニオイフェチ。
大前田由紀（おおまえだ・ゆき）
東方高等部バスケット部員。大女。哲矢をデートに誘うが断られたため、片手で哲矢を「8の字回し」して振り回し、強引に納得させる。母親は東方PTA会長。
武藤重之（むとう・しげゆき）
東方中等部の演劇部長。色男。
ジェームス・マクファーソン
東方中の英語教師。1年B組担任。英国人。日本語が達者。
坂口等（さかぐち・ひとし）
慶應義塾大学医学部研究生。京四郎の学生時代の友達。専攻は大脳生理学。ランボルギーニ・カウンタックを所有。
大田原（おおたわら）
東方の予備校クラス担任教師。運動部部長。
門井（かどい）
東方の「えらい採点の早い先生」（哲矢談）。入試直前に算数の「練習問題」を極秘で哲矢に渡す。哲矢の行動力を買っており、入学後、さまざまなトラブルで哲矢が槍玉に挙げられても、一貫してかばう。
下山（しもやま）のおっちゃん
哲矢の田舎に住むじいさん。リウマチ持ち。「哲矢のアホガキ」と呼ぶ。
大塚博子（おおつか・ひろこ）
アナウンサー。当初NHKに勤めていたが、東方中の願書受け付けの生中継時に、哲矢からマイクを奪われる失態を犯し、クビとなる。「生活設計をめちゃくちゃにされ」（本人談）、フリーに転身して心機一転、新人リポーターとしての中継で再び哲矢と遭遇。驚きの余り奇声をあげ、また失態を犯す。

## エピソード
- 哲矢と唯は、その後の弓月作品に登場している。
  - 『ボクの婚約者』
2巻4話～7話に登場。川原椎名と久保竜二（中学生だが婚約者同士）の春休み中の別荘での家庭教師として片桐哲也（東大2回生）が呼ばれる。竜二は哲也を気に入るが、勉強と料理を強要する哲也に椎名は反発。追い出し作戦のために恋人の美波唯を呼び出して一芝居打つが、哲也を信じ切る唯には全く通用せず計画は失敗。
唯（東大医学部）は椎名の家庭教師に名乗り出、女同士で仲良くなる。竜二と遊べず失意している椎名の気持ちに唯は共感し、翌日に皆でスキーに行く事を提案して椎名は大喜び。
スキー場でも、別行動や捜索などを通して 哲也と唯の確固たる愛情と信頼関係を目の当たりにし、椎名と竜二にとって「ああいう恋人同士になりたい」と言わしめる憧れのカップル像となる。
  - 『みんなあげちゃう』
7巻3話の扉絵の隅（77ページ）に登場。弓月の「自作品最長連載突破記念の一方的メッセージ」として、ヒロイン悠乃が唯に連載記録を更新した事を自慢、唯は皮肉を返す1コマが描かれている。
- X（旧Twitter）上で本作に言及する際に誤って『エリート狂騒曲』と記載されてしまう事があり、その度に作者の弓月が引用で訂正を行っているのが見られる。